# Mapas en un espejo
Mapas en un espejo (Maps in a Mirror) es una extensa recopilación de relatos cortos del autor Orson Scott Card. Algunos de esos relatos son embriones de posteriores novelas del autor; una de esas novelas es El juego de Ender (Ender's Game, 1985).
La recopilación consta de 5 libros, uno de ellos con el mismo título que la obra completa.

## Libro 1.El cambiado. Cuentos de espanto
The Changed Man: Tales of Dread
- Introducción
- Euménides en el lavabo del cuarto piso (Eumenides in the Fourth Floor Lavatory)
- Finiquito (Quietus)
- Ejercicios de respiración profunda (Deep Breathing Exercises)
- Criadero de gordos (Fat Farm)
- Bajo la tapa (Closing the Timelid)
- Juegos de carretera (Freeway Games)
- Sepulcro de canciones (A Sepulchre of Songs)
- Censura previa (Prior Restraint)
- ''El hombre cambiado y el Rey de las Palabras (The Changed Man and the King of Words)
- Recuerdos de mi cabeza (Memories of My Head)
- Niños perdidos (Lost Boys)
- Apostilla

## Libro 2.Flujo. Cuentos sobre futuros humanos
- Introducción
- Mil muertes (A Thousand Deaths)
- Aplaudid y cantad (Clap Hands and Sing)
- Paseaperros (Dogwalker)
- Tratamos de actuar como si no fuera así (But We Try Not to Act Like It)
- Planeta inhabitable (I Put My Blue Genes On)
- Vida de perros (In the Doghouse)
- El originista (The Originist)
- Apostilla

## Libro 3.Mapas en un espejo. Fábulas y Fantasías
- Introducción
- Sonata sin acompañamiento (Unaccompanied Sonata)
- Un largo viaje para matar a Richard Nixon (A Cross-Country Trip to Kill Richard Nixon)
- La salamandra de porcelana (The Porcelain Salamander)
- Mujer media (Middle Woman)
- El bruto y la bestia (The Bully and the Beast)
- La princesa y el oso (The Princess and the Bear)
- La magia de la arena (Sandmagic)
- El mejor día (The Best Day)
- Plaga de mariposas (A Plague of Butterflies)
- Los monos creían que todo era jolgorio (The Monkeys Thought 'Twas All in Fun)
- Apostilla

## Libro 4.Milagros crueles. Cuentos sobre la muerte, la esperanza y lo sagrado
- Introducción
- Dioses mortales (Mortal Gods)
- Gracia salvadora (Saving Grace)
- Ojo por ojo (Eye for Eye)
- El cuento de Santa Amy (St. Amy's Tale)
- Carne de rey (Kingsmeat)
- Sagrado (Holy)
- Apostilla

## Libro 5.Canciones perdidas. Los cuentos ocultos
- Introducción
- El juego de Ender (Ender's Game)
- El Pájaro Cantor de Mikal (Mikal's Songbird)[1]
- El aprendiz Alvin y el arado inservible (Prentice Alvin and the No-Good Plow)
- Negligencia (Malpractice)
- Seguidor (Follower)
- Autoestop (Hitching)
- Espléndida novela (Damn Fine Novel)
- La caja de Billy (Billy's Box)
- Una gran noche de hogar (The Best Family Home Evening Ever)
- Bicicleta (Bicicleta)[2]
- Mamá y papá se están volviendo locos (I Think Mom and Dad Are Going Crazy, Jerry)
- Gert Fram (Gert Fram)
- Apostilla